# Giorgio Carta
Giorgio Carta (Jerzu, 16 gennaio 1938 – Cagliari, 28 ottobre 2020) è stato un politico italiano, presidente onorario del Partito Socialista Democratico Italiano (PSDI).

## Biografia
Laureato in medicina nel 1964, ha conseguito tre specializzazioni: cardiologia, gastroenterologia e medicina del lavoro. Ha pubblicato 19 lavori scientifici, conseguendo l'idoneità nazionale a primario di cardiologia. Medico sportivo effettivo, docente di medicina applicata allo sport, è giornalista pubblicista dal 1983.
Esponente storico dei socialdemocratici sardi, ha rilanciato il PSDI, di cui è stato vicesegretario nazionale dal 1995 (fin quando il partito è confluito senza estinguersi nel nuovo soggetto politico denominato SDI), portandolo al definitivo rilancio nel 2004, quando Carta ne ha assunto la segreteria nazionale.
È stato componente della Direzione nazionale del PSDI con l'incarico di responsabile del settore Sanità ed assistenza sociale. Consigliere regionale sardo per tredici anni, tre volte assessore regionale (al Lavoro, al Turismo e all'Ambiente), deputato e due volte sottosegretario di Stato (alla Marina Mercantile ed alle Finanze). È stato consigliere comunale di Cagliari dal 1970 al 1979 e assessore comunale alla sanità (1970-71), vicesindaco del capoluogo di Regione e assessore all'annona nel 1973.
È stato consigliere regionale dal 1979 quando fu eletto nel collegio di Cagliari con 4.979 voti di preferenza: in Consiglio regionale è stato questore dell'ufficio di presidenza dal 24 luglio 1979 al 24 dicembre 1980, quando si è dimesso per assumere l'incarico di assessore regionale al Turismo e commercio, nella prima Giunta presieduta dal socialista Francesco Rais rimasta in carica fino al 28 aprile 1981. Incarico che ha mantenuto anche nella seconda Giunta Rais dall'11 giugno 1981 all'11 marzo 1982.
È stato, quindi, assessore regionale al Lavoro nella Giunta presieduta da Angelo Rojch dal 23 luglio 1982 al 23 giugno 1984. È stato Presidente della 10ª Commissione del Consiglio regionale. Dopo le elezioni regionali del 1984, nelle quali aveva ottenuto 6.372 preferenze, come leader dei socialdemocratici sardi decise di non partecipare con il suo partito alla prima Giunta di sinistra presieduta dal sardista Mario Melis rimasta in carica dal 28 settembre 1984 all'8 agosto 1985, alla quale non parteciparono neanche il PSI e il PRI.
È rientrato quindi nella Giunta regionale come assessore della difesa dell'ambiente, nella seconda e terza Giunta Melis dal 9 agosto 1985 all'11 giugno 1989. È ritornato all'assessorato al lavoro nella prima Giunta presieduta da Mario Floris dopo le elezioni regionali del 1989, nelle quali ha ottenuto 9.114 voti di preferenza, raddoppiando quelle ottenute 10 anni prima alla sua elezione in Consiglio regionale. In questo incarico è stato riconfermato nel novembre 1991 nella Giunta di Antonello Cabras fino alle dimissioni presentate il 3 gennaio 1992, per accettare la candidatura al Parlamento.
È stato eletto alla Camera dei deputati alle elezioni politiche del 1992 con 13.753 voti di preferenza.
In Parlamento è stato eletto componente dell'ufficio di segreteria della Commissione per le autorizzazioni a procedere in giudizio nei confronti dei deputati. Nel 1993, si è dimesso da questo incarico una volta nominato Sottosegretario alla Marina Mercantile nel Governo guidato da Carlo Azeglio Ciampi. Precedentemente, era stato nominato Sottosegretario di Stato alle Finanze nel primo governo presieduto da Giuliano Amato.
Successivamente il PSDI scompare temporaneamente dalla scena politica italiana, confluendo nello SDI (1998). Ma nel 2004 si ricostituisce in partito autonomo, celebra il suo XXV congresso e Carta viene nominato segretario nazionale. È sostenitore dell'alleanza del PSDI con l'Unione, in stretta collaborazione con i Democratici di Sinistra e favorevole alla nascita del "Partito Democratico" come base riformista del centrosinistra.
Alle elezioni politiche del 2006 viene eletto deputato, ospitato nella lista dell'Ulivo per garantire al PSDI la "tribuna parlamentare", nella circoscrizione della Basilicata. Dopo 12 anni di assenza, il PSDI torna ad avere una propria rappresentanza parlamentare. Alla Camera ha aderito al gruppo parlamentare unitario dell'Ulivo fino ad agosto 2007 quando se ne è distaccato per entrare nel gruppo misto.
Dopo la caduta del governo Prodi, nel 2008, è uno dei due parlamentari che dichiara di appartenere al Partito Comunista dei Lavoratori. Tale adesione è stata però soltanto formale e temporanea, giacché finalizzata esclusivamente ad esonerare quel Partito dall'obbligo della raccolta delle firme.
Successivamente verrà eletto presidente onorario del PSDI, lasciando la carica di segretario.